# پرچم واتیکان
پرچم واتیکان، در سال ۱۹۲۹ پذیرفته شد. سال ۱۹۲۹ سالی است که پاپ پیوس یازدهم پیمان لاتران را با ایتالیا امضا کرد و دولت مستقل جدید واتیکان را ایجاد کرد که توسط سریر مقدس اداره می‌شود. پرچم شهر واتیکان از پرچم زرد و سفید سال ۱۸۰۸ ایالات پاپ پیشین که یک تاج پاپی و کلیدهای ضربدری سنت پیتر به آن اضافه شده بود، الگوبرداری شده است.
این پرچم گاهی به جای هم به عنوان پرچم سریر مقدس شناخته می‌شود.

## شرح
قانون اساسی ۲۰۲۳ دولت واتیکان می‌گوید: «پرچم ایالت شهر واتیکان از دو ضلع عمودی تقسیم شده تشکیل شده است، یکی زرد که به بالابر و دیگری سفید است و در دومی تاج را با کلیدها حمل می‌کند. طبق الگوی پیوست الف این قانون».